# Calathus luctuosus
Calathus luctuosus é uma espécie de insetos coleópteros pertencente à família Carabidae.
A autoridade científica da espécie é Latreille, tendo sido descrita no ano de 1804.
Trata-se de uma espécie presente no território português.